# Viola bicolor
Viola bicolor е вид растение от семейство Теменугови (Violaceae). Видът е незастрашен от изчезване.

## Разпространение
Viola bicolor е разпространен в цяла Северна Америка. Среща се по полета и открити гористи местности, върху пясъчна, глинеста или варовикова почва.